# Груша Буасье
Гру́ша Буасье́ (лат. Pyrus boissieriana) — вид двудольных растений рода Груша (Pyrus) семейства Розовые (Rosaceae). Вид впервые описан прибалтийским ботаником Фридрихом Александром Бузе в 1860 году.
Согласно «The Plant List», таксон имеет статус «unresolved» («неразрешённый»); то есть является ли груша Буасье отдельным видом или синонимичным названием какого-либо другого таксона, пока не очевидно. В некоторых источниках считается синонимом груши сердцевидной (лат. Pyrus cordata).
Согласно статье 60C.1 Международного кодекса номенклатуры водорослей, грибов и растений, видовой эпитет должен записываться как «boissierana», поскольку образован от фамилии Пьера Эдмона Буассье (Pierre Edmond Boissier), оканчивающейся на «-er». Несмотря на это, более часто употребляется именно «boissieriana».

## Распространение, описание
Распространена на севере Ирана, юго-востоке Азербайджана и в горных районах Туркменистана.
Листопадное дерево. Листья простые, без членения. Соцветие — зонтик, кисть либо щиток; несёт цветки с пятью лепестками. Определённые сложности в систематическом положении этого вида груши возникают из-за наличия у него опадающей при плодоношении чашечки цветка, что нехарактерно для других видов рода.

## Значение
Груша Буасье — засухоустойчивое дерево, используется на Кавказе и в Туркменистане в качестве подвоя для более продуктивных сортов груши. Существуют гибриды груши Буасье с грушей обыкновенной.

## Замечания по охране
В Азербайджане считается редким видом. В 1989 году вносился в Красную книгу Азербайджанской ССР; в наши дни включён в Красную книгу Азербайджана и Красную книгу Туркменистана.